# プレイヤーキャラクター

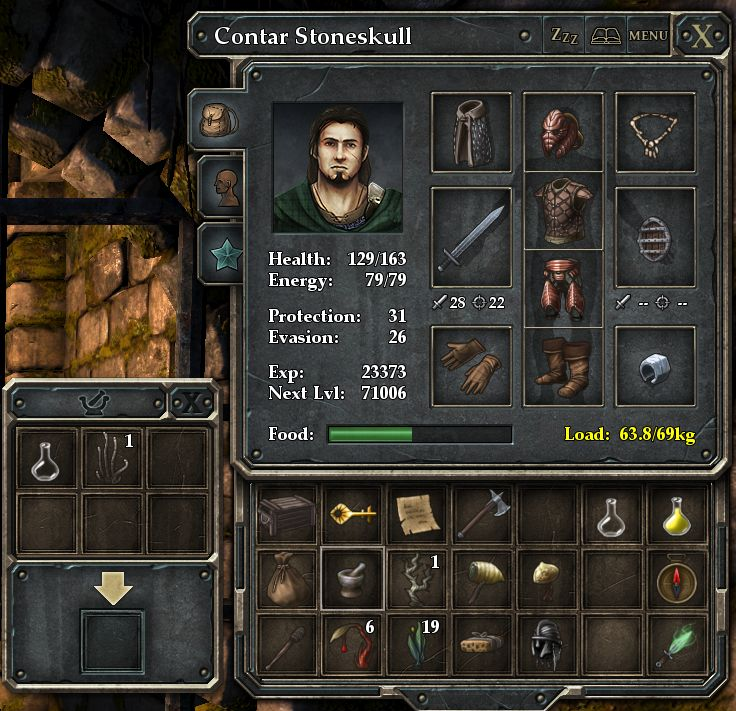
『Legend of Grimrock』に登場する「Contar Stoneskull」というプレイヤーキャラクター。四角の中には、冒険中に身に着けている装備と所持しているアイテムを示すアイコンが描かれている。体力や経験値などの統計も表示されている。

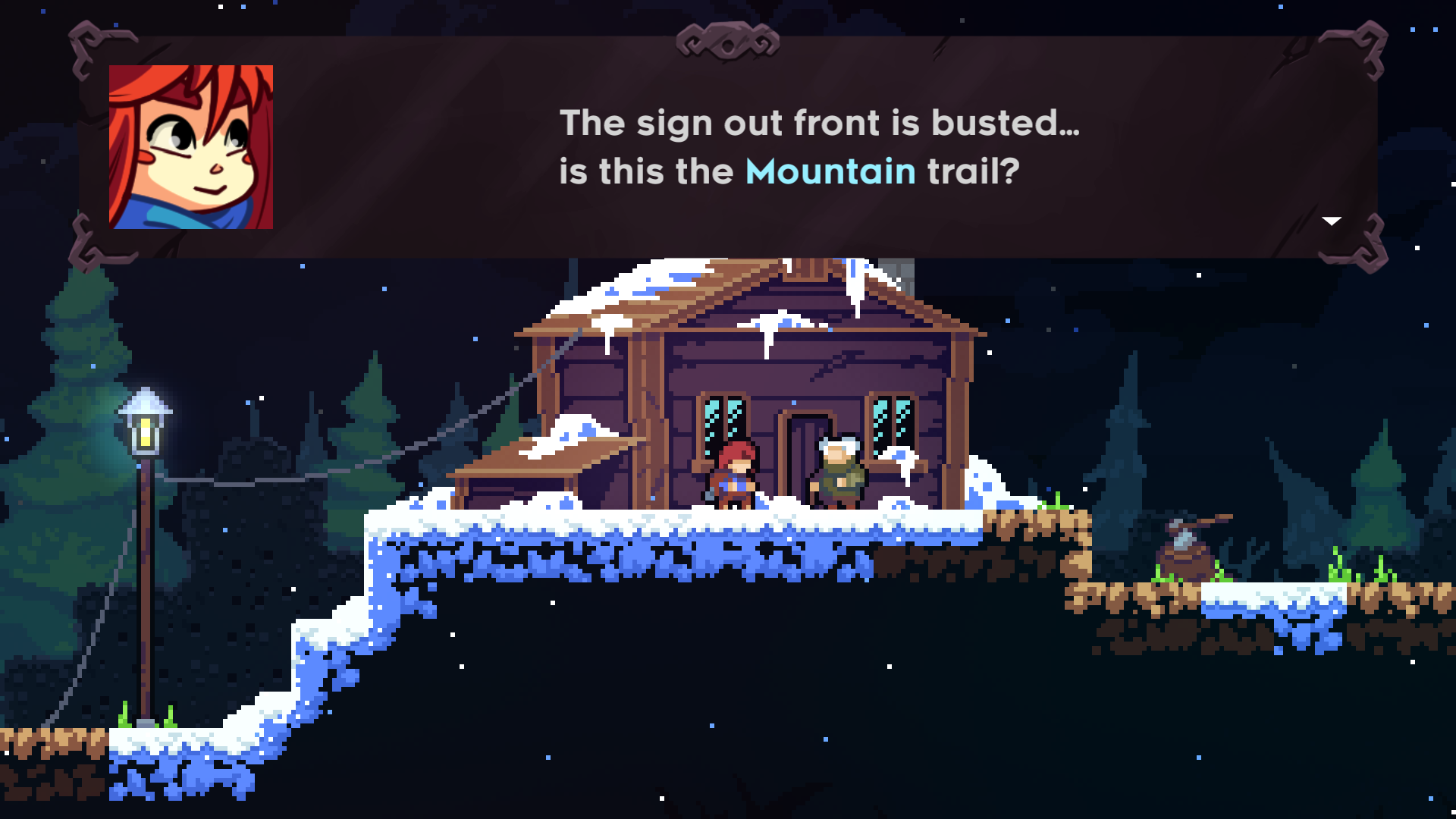
ゲーム『Celeste』内で、プレイヤーキャラクターのマデリン（左）が建物の外でノンプレイヤーキャラクターと会話している。

プレイヤーキャラクター（英: Player character、PC）、もしくはプレイアブルキャラクター（英: Playable character）は、ビデオゲームやテーブルトークRPGなどの遊び手（プレイヤー）が操作する登場人物（キャラクター）である。反対に、プレイヤーが制御できないキャラクターは、ノンプレイヤーキャラクター（NPC）と呼ばれる。NPCの行動は、ビデオゲームではゲーム側から制御され、テーブルトークRPGでは審判を務めるゲームマスターにより、ルールに従って制御される。プレイヤーキャラクターは、キャラクターを操作するプレイヤーの架空の身代わりとして機能する。
ビデオゲームでは通常、各プレイヤーごとに1人のプレイヤーキャラクターが存在する。マルチプレイヤーオンラインバトルアリーナ、ヒーローシューター、対戦型格闘ゲームなどの一部ゲームでは、プレイヤーが複数のキャラクターの中から1人のキャラクターを選択し、操作する。複数キャラクターが利用可能な場合、キャラクターは特徴的な能力や異なるプレイスタイルを持つことがある。

## 概要

### アバター
プレイヤーキャラクターは、実在の人物に基づいている場合がある。特に、実際のアスリートの名前や肖像を使用するスポーツゲームではその傾向が強い。歴史上の人物や指導者も、ストラテジーゲームやシド・マイヤーの『シヴィライゼーション』シリーズなどといった4Xゲームでキャラクターとして登場することがある。このようなプレイヤーキャラクターは、名前や肖像がゲーム自体とあまり関係がないため、アバターと呼ぶ方が適切である。アバターは、カジノゲームシミュレーションでもよく見られる。

### ブランクキャラクター
多くのビデオゲーム、特にファーストパーソン・シューティングゲームでは、プレイヤーキャラクターは目立った特徴やバックストーリーさえも持たない「白紙状態」である。例としては、パックマンや『クロノ・トリガー』のクロノ、『ゼルダの伝説』のリンク、『Portal』のChell、『グランド・セフト・オートIII』のクロードなどがいる。一般的にこれらのキャラクターは無口な主人公である。
ゲームによっては、プレイヤーキャラクターを一切表示せず、名前もないということもある。これは『MYST』などの一人称視点のゲームではよくあることだが、『Dune 2000』、『Emperor: Battle for Dune』、『コマンド&コンカー』シリーズなどのストラテジーゲームでは特に顕著である。ストラテジーゲームでは、キャラクターが実際に（ステータス情報などでなく）表示されるのは、キャラクターが任務の説明または報告を受けている間のカットシーンのみである。通常、プレイヤーは「将軍」、「司令官」、またはその他の階級として扱われる。
ゲーム文化では、ブランクキャラクターは「年齢不詳（Ageless）、顔無し（Faceless）、性別中立（Gender-Neutral）、文化的に曖昧な冒険者（Culturally Ambiguous Adventure Person）」を略して「AFGNCAAP」と呼ばれていた。この用語は『Zork: Grand Inquisitor』で生まれたもので、プレイヤーを指す風刺的な意味合いでも使用されている。

### キャラクターアクションゲーム

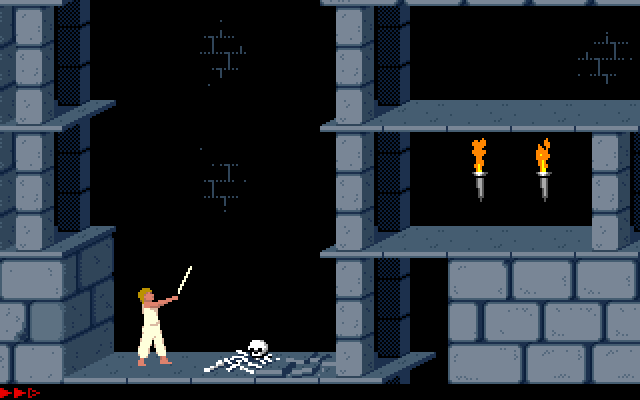
1989年発売のプラットフォーマーゲーム『プリンス・オブ・ペルシャ』

キャラクターアクションゲーム（キャラクタードリブンゲーム、キャラクターゲーム、または単にアクションゲームとも呼ばれる）は、アクションゲームの広義の区分であり、プレイヤーキャラクターの物理的なアクションによって動作するさまざまなゲームを指す。この用語の起源は、1980年代初頭のアーケードゲームの黄金時代にまで遡る。当時、「アクションゲーム」と「キャラクターゲーム」という用語は、 1970年代後半にアーケードゲームを席巻していたスペースシューティングゲームと、キャラクタードリブンアクションゲームという新しいジャンルを区別するために使用され始めた。当時のキャラクターアクションゲームの典型的な例としては、『パックマン』のような迷路ゲーム、『ドンキーコング』のようなプラットフォームゲーム、フロッガーなどがある。
横スクロールキャラクターアクションゲーム（「横スクロールアクションゲーム」または「サイドスクローラー」とも呼ばれる）は、1980年代半ばから1990年代にかけて人気のあったキャラクターアクションゲームの広義の区分であり、プレイヤーキャラクターが横スクロール形式のステージに沿って多数のザコ敵を倒していくものである。例としては、『スパルタンX』や『ダブルドラゴンシリーズ』などのベルトスクロールアクションゲーム、『影の伝説』や『忍シリーズ』などの忍者アクションゲーム、『スーパーマリオブラザーズ』や『ソニックシリーズ』などのスクロールプラットフォームゲーム、『ローリングサンダー』や『ガンスターヒーローズ』などのラン＆ガンシューティングゲームなどがある。
「キャラクターアクションゲーム」は、『デビルメイクライ』をモデルにした3Dハックアンドスラッシュゲームにも使用される用語であり、アーケードキャラクターアクションゲームの進化形である。キャラクターアクションゲームには、『忍者龍剣伝』、『ゴッド・オブ・ウォー』、『ベヨネッタ』などがある。

### 対戦型格闘ゲーム
対戦型格闘ゲームでは通常、使用できるプレイヤーキャラクターの数が多く、全て、もしくはほとんどのキャラクターが使用できる基本的な動作と、1人または少数のキャラクター独自の動作が存在する。このようなゲームでゲームプレイの多様性を生み出すには、各キャラクターが、異なる動作や能力といった特徴の多いキャラクターを相手にしてプレイすることが必要である。

### ヒーローシューター
MOBAと同様に、ヒーローシューターでは、他のキャラクターが使用できない個性的な能力や武器を持ち、事前に設計された「ヒーロー」キャラクターが強調されている。ヒーローシューターでは、チーム内でのプレイヤー間のチームワークが大いに必要とされ、プレイヤーはヒーローキャラクターの効果的な組み合わせを決定し、戦闘中に各ヒーローの能力の使用を調整する。

### マルチプレイヤーオンラインバトルアリーナ
マルチプレイヤーオンラインバトルアリーナでは、プレイヤーが選択できる多数のプレイヤーキャラクターが用意されており、各キャラクターが個性的な能力、長所、短所を持つため、ゲームのプレイスタイルが異なってくる。キャラクターは、戦闘中に経験値を集めることで、新たな能力を習得したり、既存の能力を強化したりすることができる。プレイヤーのチームメイトを補完し、対戦相手に対抗するキャラクターを選択すると、ゲーム開始前に戦略が開かれる。プレイアブルキャラクターには、大衆文化や神話への言及を数多く取り入れ、様々なファンタジー作品でよく用いられるキャラクターが使用される。

### ロールプレイングゲーム
『ダンジョンズ&ドラゴンズ』などのテーブルトークRPGや『ファイナルファンタジー』などのロールプレイングビデオゲームでは、通常、ゲーム中のプレイヤーは、自身とは何の共通点もないキャラクターのアイデンティティを受け継ぐ。キャラクターは多くの場合、特定の種族とクラス（ゾンビ、ベルセルク、ライフル銃兵、エルフ、聖職者）であり、それぞれに長所と短所がある。キャラクターの属性（魔法や戦闘能力など）は数値として与えられ、プレイヤーが目標を達成したり敵と戦ったりすることでランクや経験値を獲得し、成長することで数値を増加させることができる。

### スポーツゲーム
多くのスポーツゲームでは、プレイヤーキャラクターは架空の人物ではなく、実際のアスリートをモデルにしていることが多い。これは特にスポーツシミュレーションゲームに当てはまる。その一方で、アーケードゲームのスポーツゲームでは架空の人物が登場することがよくある。

## 隠れキャラクター
隠れキャラクターは、ビデオゲームでゲームを完了するなどの一定の要件を満たした後にのみ利用できる、プレイアブルキャラクターである。一部のビデオゲームでは、特定の要件を満たす、場合によってはチートを行うと、ボスや敵などの隠しキャラクターではないノンプレイヤーキャラクターとしてのみ登場するキャラクターがプレイアブルキャラクターになる。